# The Bodines
The Bodines est un groupe de rock indépendant britannique, originaire de Glossop, Manchester, en Angleterre. Actifs entre 1985 et 1989, The Bodines apparaît avec la vague pop et noisy-pop de 1986 et figure sur la compilation C86, avec le morceau Therese. Le groupe fait partie de l'écurie Creation Records d'Alan McGee. Il quitte le label indépendant pour signer chez Magnet. Un album intitulé Played sort avant que le groupe ne se sépare.

## Biographie
The Bodines, qui comprennent Mike Ryan, Paul Brotherton, Tim Burtonwood et Paul Lilley, émergent à Glossop, en Angleterre, près de Manchester, en 1985. mené par Ryan, le groupe apparaît avec la vague pop et noisy-pop de 1986 et figure sur la compilation C86, avec le morceau Therese. Leur début est God Bless,  publié chez Creation Records. Peu de temps après, Lilley est remplacé à la batterie par John Rowland. Deux autres singles suivent ; leur second, Therese, est inclus dans la compilation C86.
En juillet 1986, The Bodines participent au Festival of the Tenth Summer. Le premier album des Bodines, Played (produit par Ian Broudie, qui jouira plus tard du succès sous le nom de Lightning Seeds), atteint la 94e place de l'UK Albums Chart, en été 1987. Aucun des singles de Bodines ne se classera dans l'UK Singles Chart. Sous la pression de leur label, les Bodines se séparent. Rowland ira jouer avec The Rainkings.
En 1989, un groupe reformé par Ryan, Brotherton, le nouveau bassiste Ian Watson, et le nouveau batteur Spencer Birtwistle, publie le single Decide pour le label Manchester's Play Hard et contribue à la compilation Hand to Mouth pour ce même label. Deux ans plus tard, Ryan réapparait avec le groupe Medalark Eleven, assisté de Gareth Thomas à la basse et d'Adrian Donohue à la batterie. Réunis avec Creation Records, ils sortent deux singles avant l'album Shaped Up, Shipped Out.
Le 23 août 2010, leur premier album, Played, est réédité avec sept morceaux bonus au label Cherry Red Records.

## Discographie
- 1997 : Played